# Ganglio pterigopalatino
El ganglio pterigopalatino (también conocido como ganglio de Meckel, ganglio nasal o ganglio esfenopalatino ) es un ganglio parasimpático que se encuentra en la fosa pterigopalatina. Está inervado en gran medida por el nervio petroso mayor (una rama del nervio facial); y sus axones se proyectan hacia las glándulas lagrimales y la mucosa nasal. El flujo de sangre a la mucosa nasal, en particular el plexo venoso del cornete, está regulado por el ganglio pterigopalatino y calienta o enfría el aire de la nariz. Es uno de los cuatro ganglios parasimpáticos de la cabeza y el cuello, los otros son el ganglio submandibular, el ganglio ótico y el ganglio ciliar. 

## Estructura
El ganglio pterigopalatino (de Meckel), el más grande de los ganglios parasimpáticos asociados con las ramas del nervio maxilar, está situado profundamente en la fosa pterigopalatina, cerca del foramen esfenopalatino . Es triangular o en forma de corazón, de color gris rojizo, y está situado justo debajo del nervio maxilar cuando cruza la fosa. 
El ganglio pterigopalatino inerva la glándula lagrimal, los senos paranasales, las glándulas de la mucosa de la cavidad nasal y la faringe, la encía y la membrana mucosa y las glándulas del paladar duro. Se comunica anteriormente con el nervio nasopalatino.

## Raíces
Recibe una raíz sensorial, parasimpática y simpática. 

### Raíz sensorial
Su raíz sensorial se deriva de dos ramas esfenopalatinas del nervio maxilar; sus fibras, en su mayor parte, pasan directamente a los nervios del paladar; unas pocas, sin embargo, entran en el ganglio, constituyendo su raíz sensorial. 

### Raíz parasimpática
Su raíz parasimpática se deriva del nervio intermedio (una parte del nervio facial ) a través del nervio petroso mayor. 
En el ganglio pterigopalatino, las fibras parasimpáticas preganglionares de la rama petrosa mayor del nervio facial se  sinapsulan con las neuronas cuyos axones postganglionares, fibras vasodilatadoras y secretoras se distribuyen con las ramas profundas del nervio trigémino a la membrana mucosa de la nariz, el velo del paladar, las amígdalas, la úvula, el paladar, el labio superior y las encías, y la parte superior de la faringe. También envía fibras parasimpáticas postganglionares al nervio lagrimal (una rama del nervio oftálmico, que también forma parte del nervio trigémino) a través del nervio cigomático, una rama del nervio maxilar (del nervio trigémino), que luego llega a la glándula lagrimal. 
Las glándulas nasales están inervadas con fibras secretomotoras de las ramas nasales. Del mismo modo, las glándulas palatinas están inervadas por el nervio nasopalatino, el nervio palatino mayor y los nervios palatinos menores . El nervio faríngeo inerva las glándulas faríngeas. Estas ramas son todas del nervio maxilar.

### Raíz simpática
El ganglio también consiste en fibras simpáticas eferentes (posganglionares) del ganglio cervical superior. Estas fibras, desde el ganglio cervical superior, viajan a través del plexo carotídeo y luego a través del nervio petroso profundo. El nervio petroso profundo (portador de los simpáticos postganglionares) se une con el nervio petroso mayor (portador de los parasimpáticos preganglionares) para formar el nervio del canal pterigoideo, que pasa a través del canal pterigoideo antes de ingresar al ganglio. El Ganglio Estrellado se encuentra en la parte inferior de la Cadena Simpática Cervical. Las fibras del Ganglio Estrellado (GE) pasan por la cadena hacia el Ganglio Simpático Cervical superior y entran / atraviesan el Ganglio Esfenopalatino. 

### Ramas
- Ramas orbitales
- Nervio nasopalatino
- Nervio palatino mayor
- Nervio palatino menor
- Ramas nasales medial y lateral posterior superior y posterior inferior
- Rama faríngea del nervio maxilar

## Bloqueo y neuromodulación del ganglio pterigopalatino (Ganglio esfenopalatino, SPG)
El bloqueo del ganglio con anestesia local, clínicamente conocido como "bloqueo del ganglio esfenopalatino" (SPG por sus siglas en inglés) puede realizarse de forma transcutánea con una pequeña aguja, o de forma tópica a través de la nariz con hisopos empapados de anestesia local. El SPG tópico se usa para el tratamiento de migrañas persistentes y dolores de cabeza en racimo, demostrando alivio en 10-20 minutos. Cada vez más, el bloqueo del ganglio se utiliza también para tratar el dolor de cabeza posterior a la punción dural (PDPH), y puede ser tan efectivo como un parche de sangre epidural cuando se usa para la PDPH. 
La autoadministración del bloqueo del ganglio esfenopalatino con catéteres con punta de algodón con alimentación capilar continua es el método de tratamiento más rentable y tiene el beneficio de permitir a los pacientes evitar visitas a médicos y departamentos de emergencias. Después de la visita inicial, los bloqueos del SPG autoadministrados (SASPGB) cuestan menos de 1 $ por aplicación. La administración frecuente y repetida de bloqueos del SPG parece aumentar la efectividad inicialmente, después se requiere una menor frecuencia. Los bloqueos del SPG autoadministrados pueden utilizarse para tratar los síntomas de dolor agudo y de forma profiláctica para reducir la aparición de afecciones dolorosas y la ansiedad. Los SASPGB son extremadamente útiles para el tratamiento de migrañas, dolores de cabeza diarios crónicos, ansiedad y trastornos temporomandibulares (TTM). Los bloqueos del ganglio esfenopalatino y los SASPGB también son efectivos para aproximadamente 1/3 de los casos de hipertensión esencial. 
El bloqueo de ganglio esfenopalatino se ha llamado "El bloqueo milagroso" después de la publicación del libro "Milagros en Park Avenue", la historia del otorrinolaringólogo octogenario Dr. Milton Reder, cuya práctica médica entera se basó en practicar bloqueos del SPG. 
Hay múltiples dispositivos nuevos utilizados para la neuromodulación del ganglio esfenopalatino. Hay un dispositivo no invasivo, un Miomonitor, un TENS de frecuencia ultra baja (ULF-TENS) que ha sido utilizado con seguridad por más de 50 años por los dentistas neuromusculares en el diagnóstico y tratamiento de las afecciones de dolor orofacial. La neuromodulación del ganglio esfenopalatino es un afortunado efecto secundario que lo hace extremadamente efectivo para los trastornos temporomandibulares (TTM). 

## Imágenes adicionales

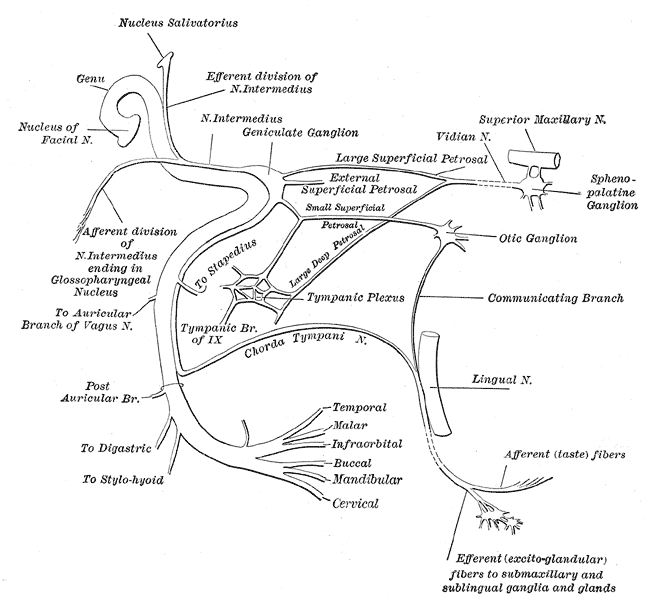
Esquema de los nervios faciales e intermedios y su comunicación con otros nervios.
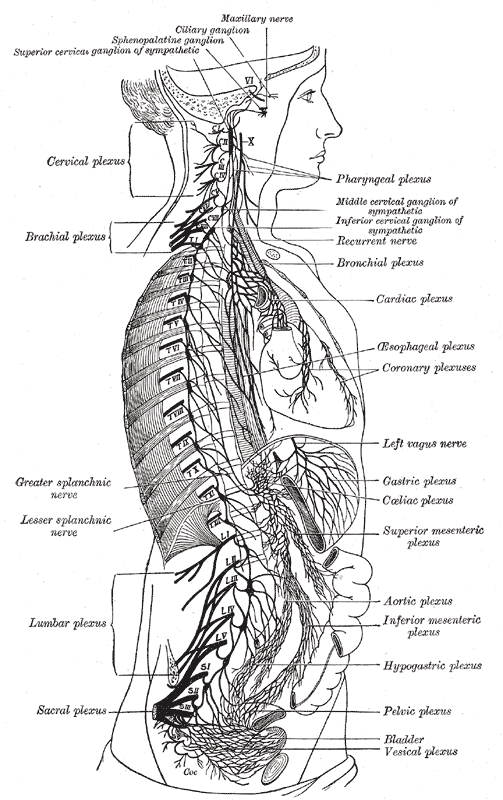
La cadena simpática derecha y sus conexiones con los plexos torácico, abdominal y pélvico.
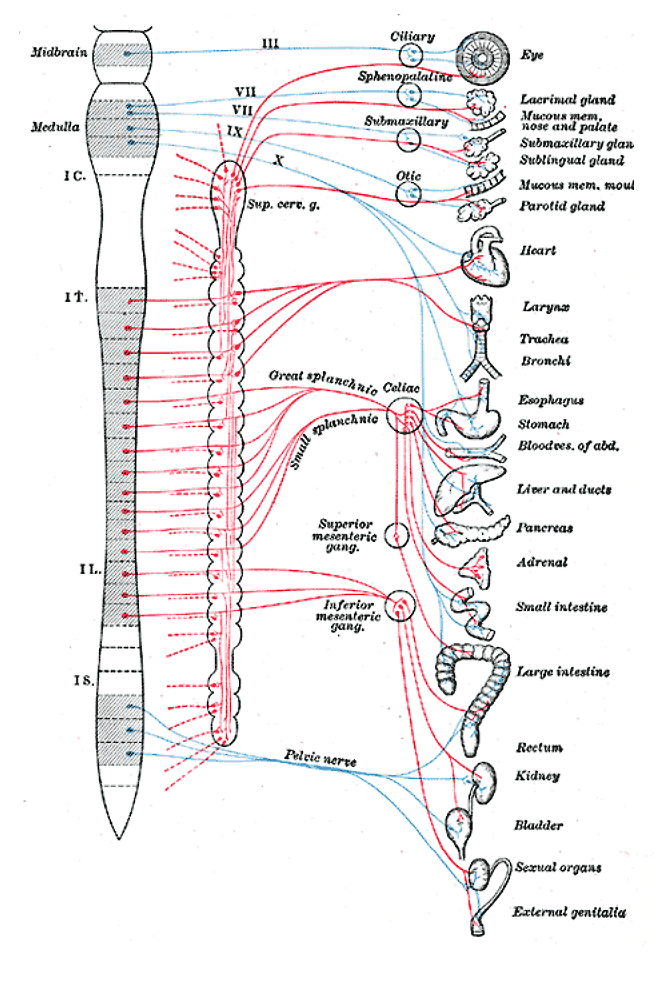
Diagrama del sistema nervioso simpático eferente.
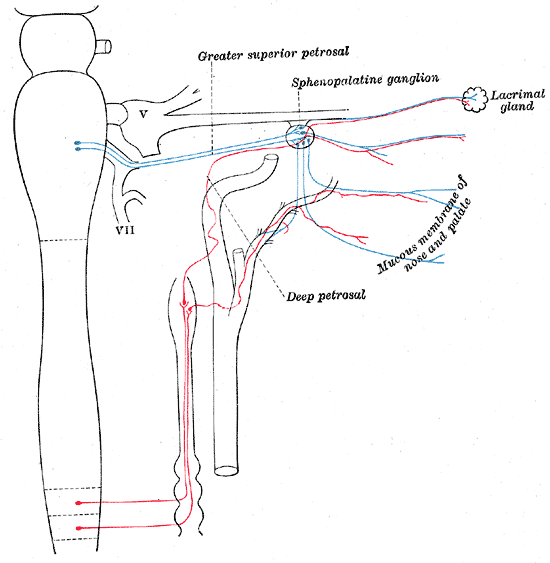
Conexiones simpáticas del glánglio esfenopalatino y los ganglios cervicales superiores.
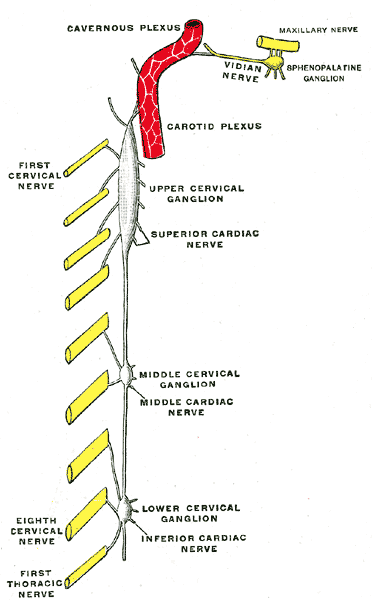
Diagrama del simpático cervical.
Una ilustración de la ruta del nervio maxilar.